# Área metropolitana de Santa Cruz de la Sierra
El área metropolitana de Santa Cruz de la Sierra es una área metropolitana de Bolivia, actualmente el núcleo urbano más poblado del país, en una conurbación de seis municipios en el departamento de Santa Cruz: Santa Cruz de la Sierra, La Guardia, Warnes, Cotoca, El Torno y Porongo; aunque también se podrían incluir a los municipios de Colpa Bélgica y Pailón, debido a su expansión (según el gobierno autónomo departamental de Santa Cruz). Es una de las tres áreas metropolitanas que conforman el Eje central de Bolivia.
Inicialmente, esta área metropolitana fue conformada por: Santa Cruz de la Sierra, Cotoca, Warnes, La Guardia y Porongo, con su posterior expansión al municipio de El Torno.
La población estimada es de 2,4 millones de habitantes para el 2012, seguida por el Área metropolitana de La Paz con una población estimada de 1,8 millones de habitantes. El 72,2% de la población metropolitana se concentra en la ciudad de Santa Cruz de la Sierra, y de los seis municipios que conforman esta área metropolitana, cinco de ellos conforman la provincia Andrés Ibáñez y Warnes pertenece a la provincia homónima.

## Organización

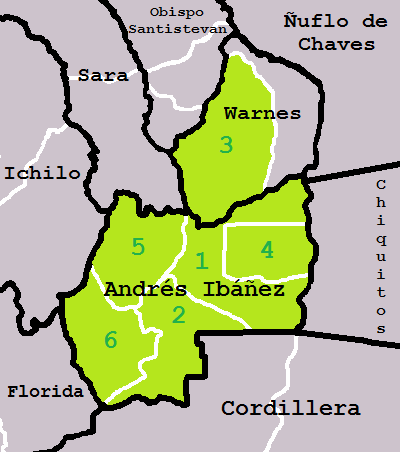
Mapa del área metropolitana de Santa Cruz.

La Ley Departamental 187 establece que la región metropolitana está administrada por el Consejo Metropolitano, que es el órgano superior de decisión y coordinación. Este está conformado por el gobernador como presidente, los alcaldes de los municipios integrados y un representante del gobierno central, además de representantes de la sociedad civil.

## Población
A nivel de su propia región (censo 2024), Santa Cruz es el centro generador de un área metropolitana de 6 municipios, con 2.089.962 habitantes sobre el total de 3.115.386 de habitantes[15] del departamento y 11.312.620 del total de habitantes del país. Es también un centro de la llamada subregión integrada, germen de una futura “región metropolitana”, abarcando parques nacionales, centros productivos, asentamientos rurales de migrantes y lugares turísticos y es, por último, el polo regional para el territorio de 360.000 km². Sin embargo, debe hacerse notar que el interior de su territorio está deficientemente vertebrado, en contraste con sus conexiones externas.
La tabla muestra la población de los municipios que forman parte del área metropolitana, aunque no todas las áreas urbanas están conectadas con ésta:
| N.º | Municipio               | Habitantes (2001) | Habitantes (2012) | Habitantes (2024) | Provincia     |
| --- | ----------------------- | ----------------- | ----------------- | ----------------- | ------------- |
| 1   | Santa Cruz de la Sierra | 1.131.778         | 1.453.849         | 1.606.671         | Andrés Ibáñez |
| 2   | Warnes                  | 41.570            | 96.406            | 150.803           | Warnes        |
| 3   | La Guardia              | 39.552            | 89.080            | 147.622           | Andrés Ibáñez |
| 4   | Cotoca                  | 36.425            | 45.519            | 106.292           | Andrés Ibáñez |
| 5   | El Torno                | 37.961            | 49.652            | 55.558            | Andrés Ibáñez |
| 6   | Porongo                 | 11.085            | 15.201            | 23.016            | Andrés Ibáñez |
| -   | Total                   | 1.298.371         | 1.749.707         | 2.089.962         |               |